# Jesús González (futbolista panameño)
Jesús Alexis González Morán (Ciudad de Panamá, Panamá, 25 de julio de 1996) es un futbolista panameño.

## Trayectoria

### San Francisco F.C.
En su carrera juvenil o de academia formó parte de las categorías reservas del San Francisco junto a otros jugadores que hoy en día son reconocidos a nivel internacional, alcanzando varios títulos de reservas.

### Sporting San Miguelito F.C.
Luego de su paso su carrera juvenil o de academia en las categorías reservas del San Francisco junto a otros jugadores que hoy en día son reconocidos a nivel internacional y con el cual logró alcanzar varios títulos de reservas. Pasó al Sporting en sus categorías reservas, hasta el año 2016 que logra su debut con el equipo profesional en la Liga Panameña de Fútbol.

## Selección nacional
Debutó con la selección de fútbol de Panamá el 18 de abril de 2018 en un partido amistoso contra la selección de fútbol de Trinidad y Tobago, en la victoria 1-0 en Couva.

### Participaciones en selección nacional
| Copa                     | Categoría | Sede           | Resultado      | Partidos | Goles |
| ------------------------ | --------- | -------------- | -------------- | -------- | ----- |
| Copa Mundial Sub-20 2015 | Sub-20    | Nueva Zelanda  | Fase de grupos | 3        | 0     |
| Preolímpico 2015         | Sub-23    | Estados Unidos | Fase de grupos | 1        | 0     |

### Goles internacionales
| Núm. | Fecha               | Lugar                              | Rival             | Gol | Resultado | Competición |
| ---- | ------------------- | ---------------------------------- | ----------------- | --- | --------- | ----------- |
| 1    | 17 de abril de 2018 | Estadio Ato Boldon, Couva, Jamaica | Trinidad y Tobago | 0-1 | 0-1       | Amistoso    |

## Clubes
| Club                   | País     | Temporadas  |
| ---------------------- | -------- | ----------- |
| Sporting San Miguelito | Panamá   | 2015 - 2017 |
| Tauro FC               | Panamá   | 2017-2020   |
| La Equidad (préstamo)  | Colombia | 2019        |
| CD Plaza Amador        | Panamá   | 2021-2023   |

## Palmarés
| Equipo          | Torneo              | Año  |
| --------------- | ------------------- | ---- |
| Tauro FC        | Torneo Clausura LPF | 2017 |
| Tauro FC        | Torneo Apertura LPF | 2018 |
| CD Plaza Amador | Torneo Apertura LPF | 2021 |

- Datos: Q59824698